# أولاد بكار (مكناسة الشرقية)
أولاد بكار هي قرية وجماعة قروية مغربية شمال المملكة المغربية ، تتبع جغرافيا لإقليم تازة وإداريًا لمكناسة الشرقية. يقدر عدد سكانها بـ 3991 نسمة حسب الإحصاء الرسمي للسكان والسكنى لسنة 2004.